# Colloque singulier
Het colloque singulier is de zwijgplicht die van kracht is nadat men door de Koning der Belgen in audiëntie is ontvangen. Dit geldt niet alleen voor politici en ministers van Staat, maar voor iedere burger die ontvangen wordt in audiëntie door de vorst of vorstin. Het colloque singulier is een grondwettelijke gewoonte.

## Ontbloten van de Kroon
Volgens de Belgische wetten zijn de federale ministers verantwoordelijk voor de daden en uitspraken van de Koning der Belgen. Deze verantwoordelijkheid is absoluut, omdat de koning onschendbaar is als staatshoofd. De koning kan dus nooit zijn eigen mening geven zonder de expliciete goedkeuring van een minister. Hij moet immers volstrekt neutraal zijn en ook daarnaar handelen en mag, in het kader van de continuïteit van de monarchie, niet het voorwerp zijn van politieke discussie.
Om zijn grondwettelijke rol te spelen, kan de koning echter wel in audiënties zijn mening geven. Ook de personen die door de vorst worden ontvangen hebben het recht vrijuit te spreken. Om deze vrijheid te kunnen garanderen moet alles wat er dan besproken wordt strikt tussen beiden gehouden worden. Indien er toch iets lekt, zal dit nooit door de Koning zelf zijn. In de media zegt men dan dat "de Kroon ontbloot is". Een ophefmakend voorbeeld was de bewering van José Happart dat koning Boudewijn hem vrijlatingen had toegezegd.
Het geheimhouden van de inhoud van de audiënties is cruciaal tijdens regeringsvormingen. De meeste politici houden zich ook strikt aan deze regel en zullen nooit een uitspraak doen over de inhoud van het gesprek of de mening van de Koning. Indien er toch een mededeling is, dan zal dit altijd met goedkeuring zijn van een minister.
Indien een politicus toch lekt naar de pers, wordt dit meestal streng afgekeurd. Het afkondigen van audiënties beslist het hof naar eigen inzicht. De persoon zelf kan de vorst verzoeken om de audiëntie niet publiek te maken, het hof respecteert dan ook dit verzoek. Door bepaalde personen (al dan niet) in audiëntie te ontvangen kan de vorst een boodschap de wereld insturen.